# Campeonato Brasileño de Moto 1000 GP
El campeonato brasileño de Moto 1000 GP es la principal categoría de motos en Brasil. Compitiendo con Superbike Brasil, la competencia fue creada en 2011 y ha sido dirigida desde su fundación por el motociclista Alexandre Barros.
El regreso de la Moto 1000 GP
En 2023, con la nueva cara del CBM brasileño. A partir de esta temporada, las categorías Superbike, Supersport 600 y Supersport 300 se combinarán bajo el nombre de Moto 1000 GP. El mismo que, hasta 2015, se denominó principal campeonato del país, entonces impulsado por el expiloto Gílson Scudeler. Y por el que pasaron, entre otros, Diogo Moreira, Eric Granado y Meikon Kawakami.
Esta vez, la organización continúa con Techtime (Donato Khouri y Marcus 'Tucano' Oliveira), que también es responsable de la Copa Rio Minas. El calendario ya había sido publicado, a partir del 14 al 16 de abril en Goiânia, que también acoge el cierre de temporada –Campo Grande; Potenza, Cascavel y Curvelo son las otras paradas.
El Yamalube bLU cRU R3 latinoamericano continúa como parte del programa, reuniendo a pilotos de varios países del continente. Y la novedad es la creación de una serie de resistencia con carreras de dos horas los mismos fines de semana, para revivir una tradición brasileña que se perdió en los últimos años.
La nomenclatura de las categorías cambia: la Superbike pasa a ser la GP1000; el SSP 600 en el GP600 y el SSP 300 en el GP300. Se espera un alto nivel técnico, a juzgar por algunos nombres confirmados, como Meikon y su hermano Ton en la GP1000, para el equipo PRT. Las carreras se transmitirán en el canal oficial de YouTube de la competencia (@MOTO1000GPoficial) y en el canal de suscripción BandSports.
En la categoría participaron: Honda, Suzuki, Kawasaki, Yamaha, BMW y Ducati.

## Circuitos (2011 - 2015)
Estos son los circuitos que han sido sede de una carrera puntuable para el Campeonato Brasileño de Moto 1000 GP desde 2011 hasta 2015:
| - Autódromo Internacional de Curitiba (2011 - 2015) - Autódromo Internacional de Santa Cruz do Sul (2011 - 2015) - Autódromo de Interlagos (2011 - 2014) - Autódromo Internacional Nelson Piquet (2011 - 2012 y 2014) - Autódromo Internacional Nelson Piquet (2011) - Autódromo Zilmar Beux de Cascavel (2012 - 2015) - Autódromo Internacional Orlando Moura (2013 y 2015) - Autódromo Internacional Ayrton Senna (2014 - 2015) |

## Motos
Las motocicletas de superbike se sacan de modelos de producción estándares. En el pasado, sin embargo, los fabricantes aprovecharon vacíos en las reglas para crear "especiales homologadas" — motocicletas con números de producción bajos hechas especialmente para carreras. 
Actuales constructores de motos de superbike:
- Yamaha: YZF-R1
- BMW Motorrad: BMW S1000RR
- Ducati: Ducati Panigale V4
- Honda: CBR1000RR
- Kawasaki: Kawasaki ZX-10RR
- MV Agusta: MV Agusta F4 series
- Aprilia: Aprilia RSV 4

Antiguos constructores de motos de superbike:
- Petronas: Petronas FP1
- Suzuki: GSX-R750, Suzuki GSX-R1000

## Palmarés

### Categoría GP 1000
| Año  | Campeón             | Motocicleta     | Constructor | Equipo                                   | Info   |
| ---- | ------------------- | --------------- | ----------- | ---------------------------------------- | ------ |
| 2011 | Alan Douglas Santos | BMW S1000RR     | BMW         | Pitico Race                              | [ 7 ]  |
| 2012 | Luciano Ribodino    | BMW S1000RR     | BMW         | BMW Motorrad Petronas Alex Barros Racing | [ 8 ]  |
| 2013 | Luciano Ribodino    | BMW S1000RR     | BMW         | BMW Motorrad Petronas Alex Barros Racing | [ 9 ]  |
| 2014 | Mathieu Lussiana    | BMW S1000RR     | BMW         | BMW Motorrad Petronas Alex Barros Racing | [ 10 ] |
| 2015 | Mathieu Lussiana    | BMW S1000RR     | BMW         | BMW Motorrad Petronas Alex Barros Racing | [ 11 ] |
| 2016 | Alex Barros         | BMW S1000RR     | BMW         | BMW Motorrad Petronas Alex Barros Racing | [ 12 ] |
| 2017 | Sérgio Garcia       | Honda CBR1000RR | Honda       | Scherer Sport PHX                        | [ 13 ] |
| 2018 | Danilo Lewis        | BMW S1000RR     | BMW         | Primus Racing                            | [ 14 ] |
| 2019 | Danilo Lewis        | BMW S1000RR     | BMW         | Tecfil Racing Team                       | [ 15 ] |
| 2020 | Rodrigo Dazzi       | BMW S1000RR     | BMW         | Dazzi Racing                             | [ 16 ] |
| 2021 | Rodrigo Dazzi       | BMW S1000RR     | BMW         | Dazzi Racing                             | [ 17 ] |
| 2022 | Rodrigo Dazzi       | BMW S1000RR     | BMW         | Dazzi Racing                             | [ 18 ] |
| 2023 | Ramiro Gandola      | Yamaha YZF-R1   | Yamaha      | PRT / AD78 Yamaha Racing                 | [ 11 ] |
| 2024 | Ramiro Gandola      | BMW S1000RR     | BMW         | Agem Racing Team                         | [ 19 ] |

Constructores
| Campeones | Total | Año                                                                     |
| --------- | ----- | ----------------------------------------------------------------------- |
| BMW       | 12    | 2011, 2012, 2013, 2014, 2015, 2016, 2018, 2019, 2020, 2021, 2022 e 2024 |
| Yamaha    | 1     | 2023                                                                    |
| Honda     | 1     | 2017                                                                    |

### Categoría GP Light
| Año                                      | Campeón                 | Motocicleta           | Constructor | Equipo                 | Info   |
| ---------------------------------------- | ----------------------- | --------------------- | ----------- | ---------------------- | ------ |
| 2011                                     | Eduardo Costa Neto      | Kawasaki Ninja ZX-10R | Kawasaki    | Mobil Rush Racing Team | [ 20 ] |
| 2012                                     | Lucas Barros            | BMW S1000RR           | BMW         | Alex Barros Racing     | [ 21 ] |
| 2013                                     | Renato Andreghetto      | BMW S1000RR           | BMW         | Petronas Eurobike SBK  | [ 22 ] |
| 2014                                     | Nicolas Tortone         | Yamaha YZF-R1         | Yamaha      | MGBikes Yamaha Racing  | [ 23 ] |
| 2015                                     | Rafael Nunes            | Suzuki GSX-R 100      | Suzuki      | Team Suzuki PRT        | [ 24 ] |
| 2016                                     | Rodrigo Dazzi           | BMW S1000RR           | BMW         | Dazzi Racing           | [ 25 ] |
| 2017                                     | Wesley Gutiérrez        | Suzuki GSX-R 100      | Suzuki      | Collection Motorsport  | [ 26 ] |
| 2018                                     | Alex Pires              | Kawasaki Ninja ZX-10R | Kawasaki    | Simpson Motorsport     | [ 27 ] |
| 2019                                     | Jacob Larchert Jr       | Ducati 1299R Panigale | Ducati      | GASS Racing            | [ 28 ] |
| 2020                                     | Luís Bertoli            | Kawasaki Ninja ZX-10R | Kawasaki    | Hoshino Racing         | [ 29 ] |
| 2021                                     | William Barros          | Kawasaki Ninja ZX-10R | Kawasaki    | Hoshino Racing         | [ 30 ] |
| 2022                                     | Victor Azevedo Oliveira | Kawasaki Ninja ZX-10R | Kawasaki    | Cosmic Racing          | [ 31 ] |
| Categoría no disputada en temporada 2023 |                         |                       |             |                        |        |
| 2024                                     | Diego Hilel             | Yamaha YZF-R1         | Yamaha      | PRT - Pitico Race Team | [ 32 ] |

Constructores
| Campeones | Total | Año                           |
| --------- | ----- | ----------------------------- |
| Kawasaki  | 5     | 2011, 2018, 2020, 2021 e 2022 |
| BMW       | 3     | 2012, 2013 e 2016             |
| Yamaha    | 2     | 2014 e 2024                   |
| Suzuki    | 2     | 2015 e 2017                   |
| Ducati    | 1     | 2019                          |

### Categoría GP 600
| Año  | Campeón             | Motocicleta          | Constructor | Equipo                     | Info   |
| ---- | ------------------- | -------------------- | ----------- | -------------------------- | ------ |
| 2012 | André Veríssimo     | Kawasaki Ninja ZX-6R | Kawasaki    | Motrix Scigliano Racing    | [ 33 ] |
| 2013 | Rafael Bertagnolli  | Kawasaki Ninja ZX-6R | Kawasaki    | BSB Motor Racing           | [ 34 ] |
| 2014 | Maximiliano Gerardo | Yamaha YZF-R6        | Yamaha      | Carlos Barcelos Racing     | [ 35 ] |
| 2015 | Eric Granado        | Honda CBR 600RR      | Honda       | GST Honda Mobil Super Moto | [ 36 ] |
| 2019 | Antônio Franzen     | Kawasaki Ninja ZX-6R | Kawasaki    | FR Competition             | [ 37 ] |
| 2020 | Bruno César Borges  | Kawasaki Ninja ZX-6R | Kawasaki    | Gebhardt Motorsport        | [ 38 ] |
| 2021 | Rubens Mesquita     | Ducati Panigale V2   | Ducati      | Gebhardt Motorsport        | [ 39 ] |
| 2022 | Welber Barros       | Kawasaki Ninja ZX-6R | Kawasaki    | Gebhardt Motorsport        | [ 40 ] |
| 2023 | Kaywan Freire       | Kawasaki Ninja ZX-6R | Kawasaki    | Centermoto Racing          |        |
| 2024 | Pedro Valiente      | Yamaha YZF-R6        | Yamaha      | PRT - Pitico Race Team     | [ 41 ] |

### Categoría Supersport 600 Light
| Año  | Campeón            | Motocicleta          | Constructor | Equipo                 | Info   |
| ---- | ------------------ | -------------------- | ----------- | ---------------------- | ------ |
| 2021 | Jefferson Oliveira | Kawasaki Ninja ZX-6R | Kawasaki    | Mr S Racing Product    | [ 42 ] |
| 2022 | Rafael Milazzo     | Kawasaki Ninja ZX-6R | Kawasaki    | Ecurie Ecosse          | [ 43 ] |
| 2023 | Fernando Amorim    | Kawasaki Ninja ZX-6R | Kawasaki    | Mobil Super Moto       |        |
| 2024 | Luiz Kik Tavares   | Kawasaki Ninja ZX-6R | Kawasaki    | PRT - Pitico Race Team | [ 44 ] |

### Categoría Supersport 500 PRO
| Año  | Campeón              | Motocicleta   | Constructor | Equipo              | Info   |
| ---- | -------------------- | ------------- | ----------- | ------------------- | ------ |
| 2020 | Caíque Lanna Menezes | Yamaha YZF-R5 | Yamaha      | Santucci Motorsport | [ 45 ] |

### Categoría Motul 300V Cup PRO
| Año                | Campeón              | Motocicleta         | Constructor        | Equipo               | Info               |
| Supersport 300 PRO | Supersport 300 PRO   | Supersport 300 PRO  | Supersport 300 PRO | Supersport 300 PRO   | Supersport 300 PRO |
| ------------------ | -------------------- | ------------------- | ------------------ | -------------------- | ------------------ |
| 2016               | Fernando Santos      | Kawasaki Ninja Z400 | Kawasaki           | HG Motos Racing      | [ 46 ]             |
| 2017               | Iván Martin          | Suzuki GSX-R 300    | Suzuki             | Red Ant Racing       | [ 47 ]             |
| 2018               | Bruno César Borges   | Kawasaki Ninja 400  | Kawasaki           | CV Performance Group | [ 48 ]             |
| 2019               | Matheus Barbosa      | Kawasaki Ninja 400  | Kawasaki           | MB Performance       | [ 49 ]             |
| 2020               | Caíque Lanna Menezes | Yamaha YZF-R3       | Yamaha             | Team Labatt          | [ 50 ]             |
| 2021               | Adalberto Pereira    | BMW 300 SX          | BMW                | NM Racing Team       | [ 51 ]             |
| 2022               | Lucca Melo           | Yamaha YZF-R3       | Yamaha             | Courage Compétition  | [ 52 ]             |
| GP 300 PRO         |                      |                     |                    |                      |                    |
| 2023               | João Fascinelli      | Kawasaki Ninja 400  | Kawasaki           | Fascinelli Racing    |                    |
| Motul 300V Cup PRO |                      |                     |                    |                      |                    |
| 2024               | Cauã Rodrigues       | Yamaha YZF-R3       | Yamaha             | DRT Racing Team      | [ 53 ]             |

### Categoría Supersport 300 Light
| Año  | Campeón           | Motocicleta         | Constructor | Equipo              | Info   |
| ---- | ----------------- | ------------------- | ----------- | ------------------- | ------ |
| 2016 | Diogo Moreira     | Honda CBR 500R      | Honda       | Team Motorland      | [ 54 ] |
| 2017 | Lorenzo Venutti   | Honda CBR 500R      | Honda       | PK Carsport         | [ 55 ] |
| 2018 | Michel Velludo    | Yamaha YZF-R3       | Yamaha      | Project 1           | [ 56 ] |
| 2019 | João Arratia      | Kawasaki Ninja Z400 | Kawasaki    | MIS Racing          | [ 57 ] |
| 2020 | Adalberto Pereira | Kawasaki Ninja Z400 | Kawasaki    | Gebhardt Motorsport | [ 58 ] |

### Categoría Motul 300V Cup Master
| Año                   | Campeón               | Motocicleta           | Constructor           | Equipo                 | Info                  |
| Supersport 300 Master | Supersport 300 Master | Supersport 300 Master | Supersport 300 Master | Supersport 300 Master  | Supersport 300 Master |
| --------------------- | --------------------- | --------------------- | --------------------- | ---------------------- | --------------------- |
| 2016                  | Yangel Herrera        | Yamaha YZF R3         | Yamaha                | Mads Hoe Motorsport    | [ 59 ]                |
| 2017                  | Geraldo Gouvêia       | KTM RC250S            | KTM                   | Q1 Trackracing         | [ 60 ]                |
| 2018                  | Josué Ferreira Jr     | Yamaha YZF R3         | Yamaha                | PROsport Racing        | [ 61 ]                |
| 2019                  | Josué Ferreira Jr     | Yamaha YZF R3         | Yamaha                | Megenbier Racing       | [ 62 ]                |
| 2020                  | Waldemir Borges       | Yamaha YZF R3         | Yamaha                | Cerciari School Racing | [ 63 ]                |
| 2021                  | Elton Nunes           | Kawasaki Ninja Z400   | Kawasaki              | Showcase Racing        | [ 64 ]                |
| 2022                  | Elton Nunes           | Kawasaki Ninja Z400   | Kawasaki              | PoleVision Racing      | [ 65 ]                |
| GP 300 Master         |                       |                       |                       |                        |                       |
| 2023                  | Elton Nunes           | Kawasaki Ninja Z400   | Kawasaki              | Motorbike              |                       |
| Motul 300V Cup Master |                       |                       |                       |                        |                       |
| 2024                  | Vladimir Corrêa       | Yamaha YZF R3         | Yamaha                | Fascinelli Racing      | [ 66 ]                |

### Categoría Yamalube R3 bLU cRU Cup South America - Categoría Talent
| Año  | Campeón             | Motocicleta   | Constructor | Equipo                  | Info   |
| ---- | ------------------- | ------------- | ----------- | ----------------------- | ------ |
| 2020 | Humberto Maier      | Yamaha YZF R3 | Yamaha      | Santucci Motorsport     | [ 67 ] |
| 2021 | Gustavo Manso       | Yamaha YZF R3 | Yamaha      | Pilette Speed Tradition | [ 68 ] |
| 2022 | Gustavo Manso       | Yamaha YZF R3 | Yamaha      | MB Performance          | [ 69 ] |
| 2023 | Guilherme Fernandes | Yamaha YZF R3 | Yamaha      | Mobil Super Moto        |        |
| 2024 | Aymón Bocanegra     | Yamaha YZF R3 | Yamaha      | Rangoni Motorsport      | [ 70 ] |

### Categoría Yamalube R3 bLU cRU Cup South America - Categoría Cup
| Año  | Campeón         | Motocicleta   | Constructor | Equipo              | Info   |
| ---- | --------------- | ------------- | ----------- | ------------------- | ------ |
| 2020 | Rafael Palmieri | Yamaha YZF R3 | Yamaha      | Hartmann Racing     | [ 71 ] |
| 2021 | Rafael Palmieri | Yamaha YZF R3 | Yamaha      | Tecnodom            | [ 72 ] |
| 2022 | Bruno Ribeiro   | Yamaha YZF R3 | Yamaha      | Adria Racing System | [ 73 ] |
| 2023 | Bruno Ribeiro   | Yamaha YZF R3 | Yamaha      | Galli Motorsport    |        |
| 2024 | Lucas Gutiérrez | Yamaha YZF R3 | Yamaha      | Vaccari Motori      | [ 74 ] |

### Categoría GPR 250
| Año  | Campeón         | Motocicleta    | Constructor | Equipo                              | Info   |
| ---- | --------------- | -------------- | ----------- | ----------------------------------- | ------ |
| 2013 | Pedro Sampaio   | Honda CBR 250R | Honda       | Fábio Loko Racing                   | [ 75 ] |
| 2014 | Meikon Kawakami | Honda CBR 250R | Honda       | PlayStation PRT                     | [ 77 ] |
| 2015 | Brian David     | Honda CBR 250R | Honda       | Estrella Galicia 0,0 by Alex Barros | [ 78 ] |

### Categoría GP 1000 Master
| Año  | Campeón              | Motocicleta           | Constructor | Equipo                           | Info   |
| ---- | -------------------- | --------------------- | ----------- | -------------------------------- | ------ |
| 2012 | Alberto Fraga        | Suzuki GSX-R1000      | Suzuki      | Center Motor Racing Team         | [ 79 ] |
| 2013 | Sidnei Scigliano     | Suzuki GSX-R1000      | Suzuki      | Motrix Scigliano Racing          | [ 80 ] |
| 2016 | Alexandre Marzola    | Kawasaki Ninja ZX-10R | Kawasaki    | 760 Design Delmarva Power Sports | [ 81 ] |
| 2017 | Luís Fittipaldi      | Honda CBR 1000RR      | Honda       | Scherer Sport PHX                | [ 82 ] |
| 2018 | Jirios Semaan Abboud | Kawasaki Ninja ZX-10R | Kawasaki    | Abboud Racing                    | [ 83 ] |
| 2019 | Jirios Semaan Abboud | Kawasaki Ninja ZX-10R | Kawasaki    | Abboud Racing                    | [ 84 ] |
| 2020 | Jirios Semaan Abboud | Kawasaki Ninja ZX-10R | Kawasaki    | Obermaier Racing                 | [ 85 ] |
| 2021 | Jirios Semaan Abboud | Kawasaki Ninja ZX-10R | Kawasaki    | Rays Racing Division             | [ 86 ] |
| 2022 | Marcelo Strunk       | Aprilia RSV4          | Aprilia     | Central 20 Racing Team           | [ 87 ] |
| 2023 | Luís Ferraz          | BMW S1000RR           | BMW         | RC Racing                        |        |
| 2024 | Luís Ferraz          | BMW S1000RR           | BMW         | Team Brasil                      | [ 88 ] |

### Categoría BMW S1000RR Cup
| Año  | Campeón           | Motocicleta | Constructor | Equipo         | Info   |
| ---- | ----------------- | ----------- | ----------- | -------------- | ------ |
| 2011 | Ricardo Kastropil | BMW S1000RR | BMW         | JC Racing Team | [ 89 ] |

### Categoría GP 1000 EVO
| Año                                                     | Campeón         | Motocicleta      | Constructor | Equipo                          | Info   |
| ------------------------------------------------------- | --------------- | ---------------- | ----------- | ------------------------------- | ------ |
| 2015                                                    | Nick Iatauro    | Suzuki GSX-R1000 | Suzuki      | Team Suzuki PRT                 | [ 90 ] |
| 2018                                                    | Pedro Lins      | Honda CBR 1000RR | Honda       | Team ACP - Tangerine Associates | [ 91 ] |
| Categoría no disputada entre las temporadas 2019 y 2023 |                 |                  |             |                                 |        |
| 2024                                                    | Júlio Fortunato | BMW S1000RR      | BMW         | Sport Plus Racing               | [ 92 ] |

### Categoría GP 600 EVO
| Año  | Campeón         | Motocicleta          | Constructor | Equipo        | Info   |
| ---- | --------------- | -------------------- | ----------- | ------------- | ------ |
| 2015 | Marciano Santin | Kawasaki Ninja ZX-6R | Kawasaki    | Santin Racing | [ 93 ] |

## Cobertura televisiva
Las Carreras de lo Campeonato Brasileño de Superbikes se transmiten por Televisión por Cable incluyendo: ESPN, Fox Sports, Movistar+, CBS Sports y NBC Sports. 

### Cobertura en Brasil
| Transmisión | Transmisión                    |
| ----------- | ------------------------------ |
| SporTV      | Narración: Eugênio Rizzardo    |
| SporTV      | Narración: Rogério Rockenbach  |
| SporTV      | Comentarios: Pedro Della Corte |
| SporTV      | Comentarios: Karen Battaglia   |

| Transmisión | Transmisión                      |
| ----------- | -------------------------------- |
| Band        | Narración: Eduardo Vaz           |
| Band        | Narración: Márcio Possamai       |
| Band        | Comentarios: Gilberto Bertarello |
| Band        | Comentarios: Ana Coser Mazutti   |

| Transmisión | Transmisión                         |
| ----------- | ----------------------------------- |
| BandSports  | Narración: Celso Miranda            |
| BandSports  | Narración: Gian Calabrese           |
| BandSports  | Comentarios: Robson Amaral          |
| BandSports  | Comentarios: Claudia Refatti Benato |

| Transmisión | Transmisión                   |
| ----------- | ----------------------------- |
| YouTube     | Narración: Octávio Muniz      |
| YouTube     | Narración: Thiago Fabris      |
| YouTube     | Comentarios: Ivar Castagnetti |
| YouTube     | Comentarios: Henrique Gava    |

### Otros países
- Colombia: RCN Televisión y RCN HD2
- Portugal: Sport TV
- Reino Unido: BT Sport
- Canadá: Sportsnet
- España: Movistar+
- Hispanoamérica: ESPN y Star+

### Enlaces de transmisión
| Internet (Global) |
| ----------------- |
| YouTube           |
| Motorsport.tv     |
| Facebook          |
| Zoome             |
| Catve.com         |
| Auto Videos       |
| Twitch            |